# Łąki (Gorce)
Łąki – polana w Gorcach na obszarze Gorczańskiego Parku Narodowego. Położona jest na kulminacji o wysokości 1023 m n.p.m. na grzbiecie odbiegającym od Turbacza na północ. Na mapie Geoportalu kulminacja ta ma nazwę Góra Basilka. Kolejne szczyty w tym grzbiecie (poczynając od Turbacza) to: Czoło Turbacza (1259 m), Kopieniec (1080 m), Wierch Spalone (1091 m), Turbaczyk (1078 m) i Polana Łąki (1023 m). Polana zajmuje wierzchołkowe partie ostatniej, niewybitnej kulminacji tego grzbietu. Należała niegdyś do rodziny matki podhalańskiego pisarza Władysława Orkana, pochodzącego z Poręby Wielkiej, z osiedla pod Pustką u podnóża Gorców. Pisarz jako młody chłopiec często wypasał na tej polanie woły, później nocował też wielokrotnie w wybudowanym ok. 1912 r. szałasie, który niegdyś stał na skraju polany. Tutaj też czerpał natchnienie do niektórych swoich utworów, m.in. cyklu wierszy pt. „Z martwej Roztoki”, tutaj też malował. Dolina tego potoku widoczna jest z polany. Szałas został rozebrany w 1931 r. po śmierci pisarza, widoczne są jeszcze kamienie, na których stał. Poniżej tego miejsca w lesie znajduje się źródełko:
To jego krystaliczne wody opisał Orkan w 1911 roku w swojej powieści pt. Drzewiej:

Z odpływem źródła poczynająca się, jaśniała rozszerz młaczki. Wyrastały z jej wilgoci wysokie trawy, badyle wodą nasiąkłe, o liściach dużych, łopiastych, żółtym związane kwieciem, to ciągła się znów długa zastawa liści-krążków i liści-miseczek, mocnych, ciemnozielonych, o łysku metalicznym.
Polana ma duże walory widokowe. Widoczna jest rozległa panorama szczytów Pasma Babiogórskiego i Beskidu Wyspowego. W południowym kierunku widok na pobliski Turbaczyk z jego polaną i inne szczyty Gorców. Na środku polany dla turystów zamontowano ławki.
Polana Łąki należy do wsi Poręba Wielka w województwie małopolskim, w powiecie nowotarskim, w gminie Niedźwiedź.

## Szlaki turystyki pieszej
Niedźwiedź – Orkanówka – Łąki – Turbaczyk – Spalone – Czoło Turbacza – Turbacz. Odległość 10,8 km, suma podejść 970 m, suma zejść 240 m, czas przejścia 3 godz. 25 min, z powrotem 2 godz. 20 min.

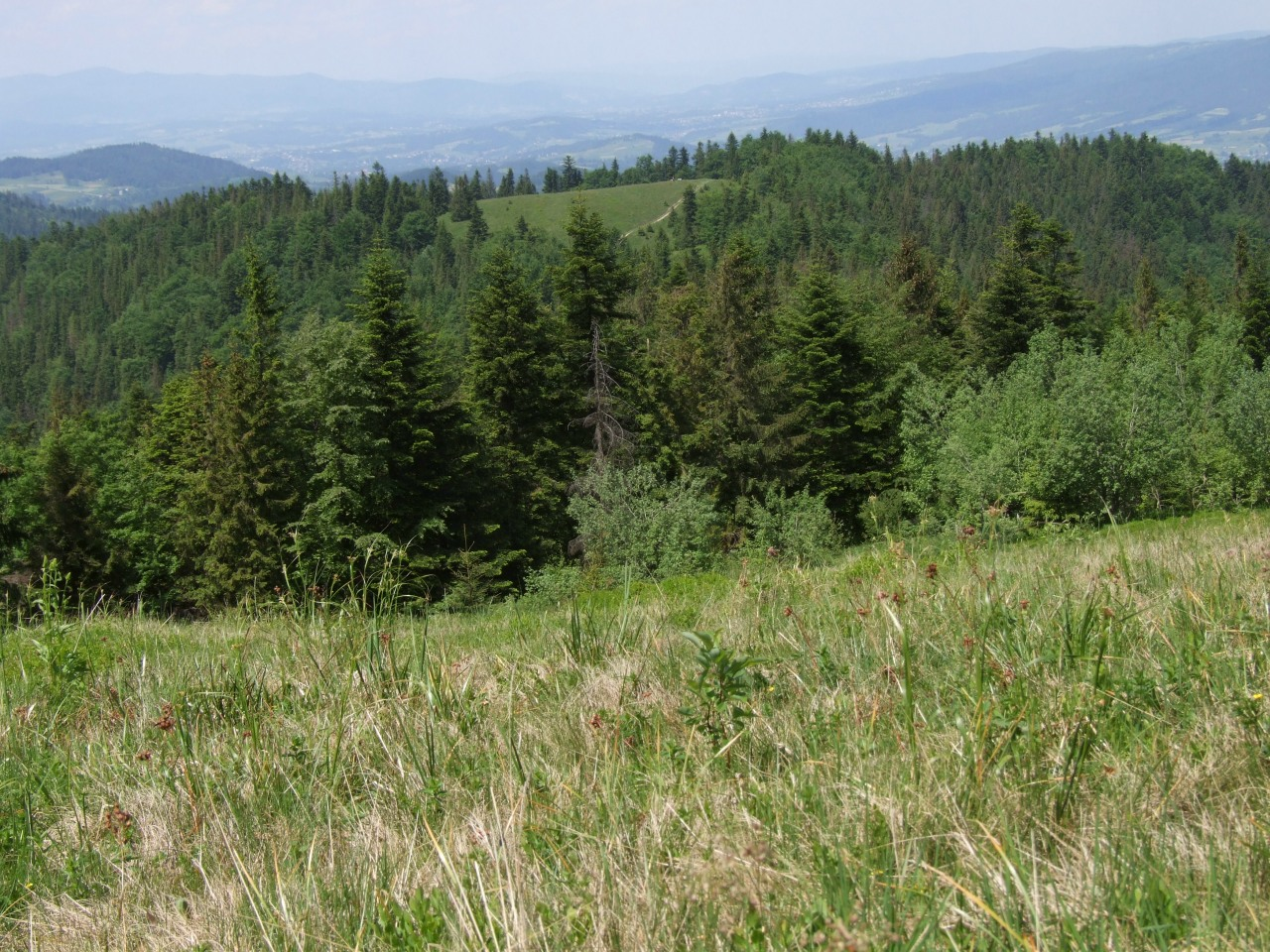
Widok na polanę Łąki z Polany Turbaczyk